# アンソニー・ウォルフ
アンソニー・ウォルフ（Anthony Wolfe、1983年12月23日 - ）は、トリニダード・トバゴの元サッカー選手。元トリニダード・トバゴ代表。ポジションはフォワード。

## 来歴
2003年にトリニダード・トバゴ代表デビュー。トリニダード・トバゴ史上初の出場となった2006 FIFAワールドカップのメンバーにも選ばれた。2011年までに35試合に出場、3得点をあげた。

## 代表歴

### 出場大会
- トリニダード・トバゴ代表
  - 2006 FIFAワールドカップ

### 試合数
- 国際Aマッチ 35試合 3得点（2003年-2011年）[1]

| トリニダード・トバゴ代表 | 国際Aマッチ | 国際Aマッチ |
| 年                       | 出場        | 得点        |
| ------------------------ | ----------- | ----------- |
| 2003                     | 2           | 0           |
| 2004                     | 0           | 0           |
| 2005                     | 1           | 0           |
| 2006                     | 2           | 0           |
| 2007                     | 0           | 0           |
| 2008                     | 16          | 3           |
| 2009                     | 3           | 0           |
| 2010                     | 8           | 0           |
| 2011                     | 3           | 0           |
| 通算                     | 35          | 3           |